# Lunghezza di Planck
La lunghezza di Planck, indicata con {\displaystyle \ell _{P}}, è l'unità di lunghezza del sistema delle Unità di misura di Planck.
Può essere considerata come un'unità naturale poiché viene ricavata da tre costanti fisiche fondamentali: la velocità della luce, la costante di Planck e la costante di gravitazione universale.
Utilizzando le leggi della meccanica quantistica e della gravità, la lunghezza di Planck è la migliore stima attuale per il concetto di lunghezza minima.

## Formula e valore numerico
La lunghezza di Planck è data dalla relazione
{\displaystyle \ell _{P}={\sqrt {\frac {\hbar G}{c^{3}}}}\approx 1,62\times 10^{-35}\;m}
dove:
- {\displaystyle \hbar =h/2\pi } è la costante di Planck ridotta, chiamata anche "h tagliato" o meno comunemente costante di Dirac;
- {\displaystyle \ G} è la costante di gravitazione universale;
- {\displaystyle \ c} è la velocità della luce nel vuoto.

Il valore CODATA 2006 della lunghezza di Planck  è {\displaystyle 1,616199256\cdot 10^{-35}\,m}, con una incertezza standard di {\displaystyle 0,000081\cdot 10^{-35}}.
La determinazione della lunghezza di Planck si ottiene partendo dall'equazione della lunghezza d'onda Compton:
{\displaystyle \lambda _{c}={\frac {h}{m_{0}c}}.}
Come si può osservare facilmente sostituendo {\displaystyle \lambda _{c}=c/\nu _{c}}, la lunghezza d'onda Compton di una particella è equivalente alla lunghezza d'onda di un fotone la cui energia è la stessa della massa a riposo della particella. Infatti
{\displaystyle h\nu _{c}=m_{0}c^{2}.}
Si può determinare un limite inferiore della lunghezza d'onda Compton (cioè un limite superiore della frequenza e quindi dell'energia di un fotone), se si impone un limite superiore della massa {\displaystyle m_{0}}.
D'altra parte possiamo pensare a un limite superiore della massa di una particella quando questa raggiunge le dimensioni di un buco nero, all'interno del quale un fotone resta confinato dal campo gravitazionale se la sua energia non è sufficiente a superare l'orizzonte degli eventi.
L'equazione che descrive la relazione esistente fra la massa di un buco nero e il raggio dell'orizzonte degli eventi è, come noto:
{\displaystyle r_{S}={\frac {2GM}{c^{2}}},}
dove {\displaystyle r_{S}} è il raggio di Schwarzschild, {\displaystyle M} è la massa del buco nero e {\displaystyle G} è la costante di gravitazione universale.
Come si nota, la lunghezza d'onda Compton  {\displaystyle \lambda _{c}} varia in modo inversamente proporzionale alla massa {\displaystyle m_{0}}, mentre nell'equazione di Schwarzschild, {\displaystyle r_{S}} varia in modo direttamente proporzionale a {\displaystyle M}.

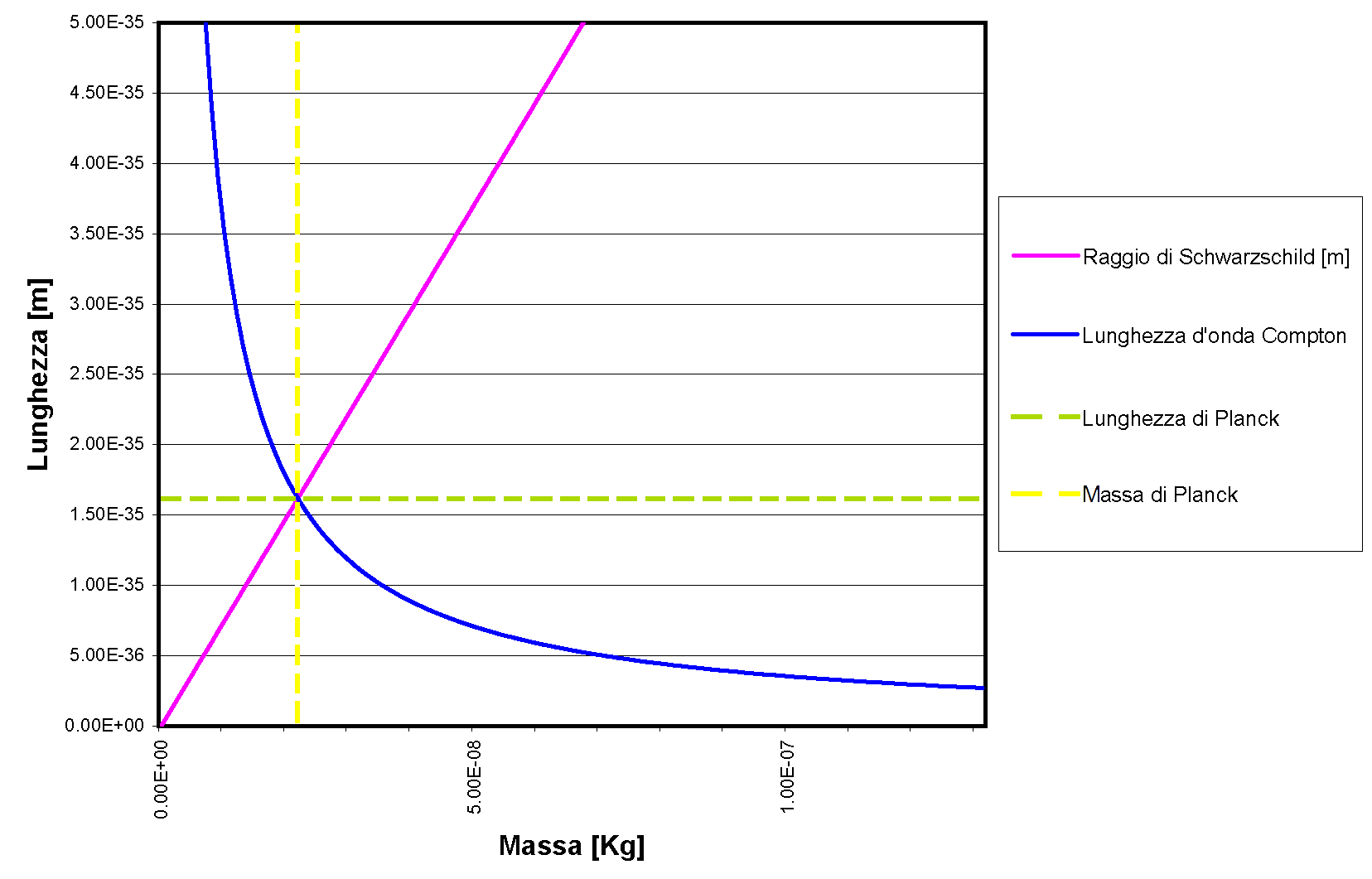
Andamento del Raggio di Schwarzschild e della Lunghezza d'onda Compton ridotta al variare della massa. Il punto di intersezione fra le due funzioni ha come coordinate la massa e la lunghezza di Planck.

Disegnando su di un grafico le due funzioni, troviamo un punto di intersezione che corrisponde ai valori:
{\displaystyle r_{S}=\lambda _{c}=\ell _{P}={\sqrt {\frac {hG}{c^{3}}}}}
e
{\displaystyle m_{0}=M=m_{P}={\sqrt {\frac {hc}{G}}}}
che sono rispettivamente le espressioni della lunghezza di Planck e della massa di Planck, e valgono rispettivamente {\displaystyle 1,616252\cdot 10^{-35}\,m} e {\displaystyle 5,45549\cdot 10^{-8}\,kg}.
Si può quindi dire che la lunghezza di Planck è la misura del raggio dell'orizzonte degli eventi di una massa di Planck e definisce, se riferito alla lunghezza d'onda di una radiazione elettromagnetica, la massima energia possibile per un fotone prima che questo "collassi" in forma di massa.
Come si vede, partendo dalla espressione della lunghezza d'onda Compton per definire la lunghezza di Planck, si arriva a un'espressione che non coincide con quella "storica", nella quale compare {\displaystyle \hbar } al posto della costante di Planck Errore del parser (SVG (MathML può essere abilitato tramite plug-in del browser): risposta non valida ("Math extension cannot connect to Restbase.") dal server "http://localhost:6011/it.wikipedia.org/v1/":): {\displaystyle  h }
. Tale espressione, che differisce da quella qui calcolata di un fattore {\displaystyle {\sqrt {2\pi }}}, si ottiene invece partendo dall'espressione della Lunghezza d'onda Compton ridotta:
{\displaystyle \lambda _{c}={\frac {\hbar }{m_{0}c}}.}
Questa singolare coincidenza matematica potrebbe essere interpretata fisicamente nel seguente modo: ogni fotone abbastanza energetico da misurare un oggetto alla scala della lunghezza d'onda di Planck potrebbe creare una particella abbastanza massiccia da diventare un buco nero (buco nero di Planck), quindi distorcendo completamente lo spaziotempo e inghiottendo un fotone.
Questo esperimento ideale è visto come una prova del fatto che supporre che la meccanica quantistica e la relatività generale valgano entrambe alla scala di Planck implicherebbe che una misura di lunghezza inferiore alla lunghezza di Planck sia impossibile. In altri termini:
(Brian Greene)
Tuttavia questa teoria non è ancora confermata, infatti:
(John Baez, math.ucr.edu)

## Storia
Max Planck per primo propose di inserire la lunghezza che porta il suo nome in un sistema di unità di misura che chiamò "unità naturali": per la loro stessa definizione, infatti, la lunghezza di Planck, il tempo di Planck e la massa di Planck sono ricavate in modo tale che le costanti in esse contenute ({\displaystyle c}, {\displaystyle G} e {\displaystyle \hbar \ }) scompaiano se inserite nelle equazioni fisiche. Benché la meccanica quantistica e la relatività generale fossero ignote al tempo in cui Planck propose queste unità di misura, divenne in seguito chiaro che a distanze paragonabili alla lunghezza di Planck la gravità manifesta degli effetti quantistici, la cui spiegazione e comprensione richiede una teoria sulla gravità quantistica.

## Significato fisico
Il significato fisico della lunghezza di Planck non è ancora chiaro. Poiché la lunghezza di Planck è l'unica lunghezza che si può costruire a partire dalle costanti {\displaystyle c}, {\displaystyle G} e {\displaystyle \hbar } attraverso l'analisi dimensionale si può pensare che lunghezze con un significato fisico importante in gravità quantistica siano riconducibili alla lunghezza di Planck.
Contrariamente a quanto si può leggere solitamente su riviste divulgative non esiste ancora la prova che le distanze nelle strutture dello spaziotempo siano quantizzate in unità di lunghezze di Planck. In alcune teorie la lunghezza di Planck è la scala alla quale la struttura dello spaziotempo diventa dominata da effetti quantistici dandogli una struttura a schiuma. Tuttavia altre teorie non predicono questi effetti.
L'area di Planck, uguale alla lunghezza di Planck al quadrato ha un ruolo più chiaro in gravità quantistica. L'entropia dei buchi neri è data da {\displaystyle k_{B}A/4\ell _{P}^{2}} dove {\displaystyle A} è l'area dell'orizzonte degli eventi e {\displaystyle k_{B}} la costante di Boltzmann.

### Lunghezza di Planck e teoria delle stringhe
Nell'ambito della teoria delle stringhe, la lunghezza di Planck rappresenta il diametro minimo possibile di una stringa. Qualsiasi lunghezza inferiore alla lunghezza di Planck non possiede quindi alcun significato fisico.

### Area di Planck e gravità quantistica a loop
Nell'ambito della gravità quantistica a loop, l'operatore area possiede uno spettro discreto e proporzionale all'area di Planck. Gli altri due operatori geometrici, la lunghezza e il volume, hanno spettro proporzionale alla lunghezza e al volume di Planck, ma si ha una conoscenza limitata dello spettro di questi operatori.

## Considerazioni
A oggi non si dispone di una teoria soddisfacente sulla gravità quantistica, anche se ci sono molte proposte e svariati studi sull'argomento (teoria delle stringhe, supersimmetria, supergravità, dimensioni nascoste della teoria di Kaluza-Klein, etc.). L'associare le unità della scala di Planck a fatti sperimentali non solo dà valore epistemologico alle unità suddette, ma lascia anche intravedere i limiti delle attuali teorie (spinte a fornire risultati in condizioni estreme) e, anche se come ombre in una fitta nebbia, le strade da seguire.
A titolo d'esempio, per calcolare la lunghezza di Planck e la temperatura di Planck si è fatto ricorso alle attuali equazioni senza richiedere nulla sulla natura della materia sulla quale vanno a scontrarsi particelle così energetiche o su come si ripiega lo spazio compresso, per effetto della gravità, in situazioni così estreme.